# Dasychaeta lateralis
Dasychaeta lateralis là một loài bọ cánh cứng trong họ Glaphyridae. Loài này được Erichson miêu tả khoa học năm 1847.